# Königin der Weingärten
Königin der Weingärten ist eine Weißweinsorte. Es handelt sich um eine Neuzüchtung aus einer Kreuzung zwischen Erzsébet Királyné Emléke (Königin Elisabeth) x Perle von Csaba, die zur Erzeugung von Tafeltrauben eingesetzt wird. Die Kreuzung erfolgte im Jahre 1916 durch den ungarischen Züchter János Mathiász. Die Sorte wird in vielen südlichen Ländern weit verbreitet angebaut.
Die Sorte wurde zur Entwicklung der Neuzüchtung Palatina verwendet.
Abstammung: Erzsébet Királyné Emléke (Königin Elisabeth) x Perle von Csaba

## Verbreitung
Hauptanbaugebiete befinden sich in:
- Italien mit einer Anbaufläche von ca. 4.500 Hektar
- Kroatien mit einer Anbaufläche von ca. 1.600 Hektar
- Rumänien mit einer Anbaufläche von ca. 950 Hektar
- Ungarn mit einer Anbaufläche von ca. 500 Hektar
- Israel mit einer Anbaufläche von ca. 500 Hektar

Daneben sind Anpflanzungen in Österreich, Republik Moldau, Tschechien, Slowakei, Ukraine, Griechenland, Australien und USA bekannt. Die weltweite Anbaufläche wird auf ca. 9.000 Hektar geschätzt.

## Ampelographische Sortenmerkmale
Die rundlichen bis ovalen Beeren sind in den Farben gelblich bis grün und besitzen einen angenehmen leichten Muskatton. Die Trauben sind in der Regel zwischen 300 und 600 Gramm schwer. Die frühreifende Sorte ist jedoch sehr anfällig gegen den Echten Mehltau, den Falschen Mehltau und die Rohfäule.

## Synonyme
Die Sorte Königin der Weingärten ist auch unter den Namen Aleasa Viilor, Basilissa, Carica Na Lozjata, Koroleva Vinnits, Kraljica Vinograda, Kralovna Vinic, Mathiász 26, Mathiász 140, Muscat Queen of Vineyards, Muscat Reine des Vignes, Queen of the Vineyard, Ranni Carabournou, Rasaki Oungarias, Razaki de Ungeria, Razaki Oyggarias, Regina dei Vigneti, Regina Podgor Ulor, Reina de las Vinas, Reine des Vignes, Tarita Na Loziata und Szölöskertek Királynöje Muskotály bekannt.